# Laminion
Genre
Laminion est un genre d'araignées aranéomorphes de la famille des Zodariidae.

## Distribution
Les espèces de ce genre sont endémiques d'Inde.

## Liste des espèces
Selon World Spider Catalog (version 24, 26/07/2023) :
- Laminion arakuense (Patel & Reddy, 1989)
- Laminion birenifer (Gravely, 1921)
- Laminion debasrae (Biswas & Biswas, 1992)
- Laminion gujaratense (Tikader & Patel, 1975)
- Laminion jatashankar (Talwar, Majagi, Bodkhe & Kamble, 2018)
- Laminion katepagai (Talwar, Majagi, Bodkhe & Kamble, 2018)

## Systématique et taxinomie
Ce genre a été décrit par Sankaran, Caleb et Sebastian en 2020 dans les Zodariidae.

## Publication originale
- Sankaran, Caleb & Sebastian, 2020 : « A review of the Indian species formerly assigned to the genus Storena Walckenaer, 1805 (Araneae: Zodariidae) with the description of a new genus. » European Journal of Taxonomy, no 707, p. 1-23 (texte intégral).